# 鲸骑士
《鲸骑士》（英語：Whale Rider）是一部2002年妮基·卡歐执导的新西兰与德国合拍的剧情片，改编自新西兰毛利作家Witi Ihimaera所写的同名小说。2002年9月9日在多伦多影展上首映，获得了普遍好评。13岁的女主演姬莎·卡索-休斯也因此成为最年轻的奥斯卡最佳女主角获提名者，直到后来被主演《南国野兽》的9岁女孩儿葵雯贊妮·華莉絲所打破。
电影主要展现了女性为了平等权而展现的生存斗争的力量。

## 剧情
12岁的毛利少女Kahu Paikea Apirana想成为部落的首领，但是她的爷爷Koro看不起女性、认为女人只是为男人服务而存在的。并不认输的她最终带领族人拯救了在海滩上搁浅的几条大鲸鱼，她的英勇表现得到了族人和爷爷的尊重和佩服。

## 角色
- Keisha Castle-Hughes - Paikea Apirana
- Rawiri Paratene - Koro Apirana
- Vicky Haughton - Nanny
- Cliff Curtis - Porourangi
- Grant Roa - Uncle Rawiri

## 制作

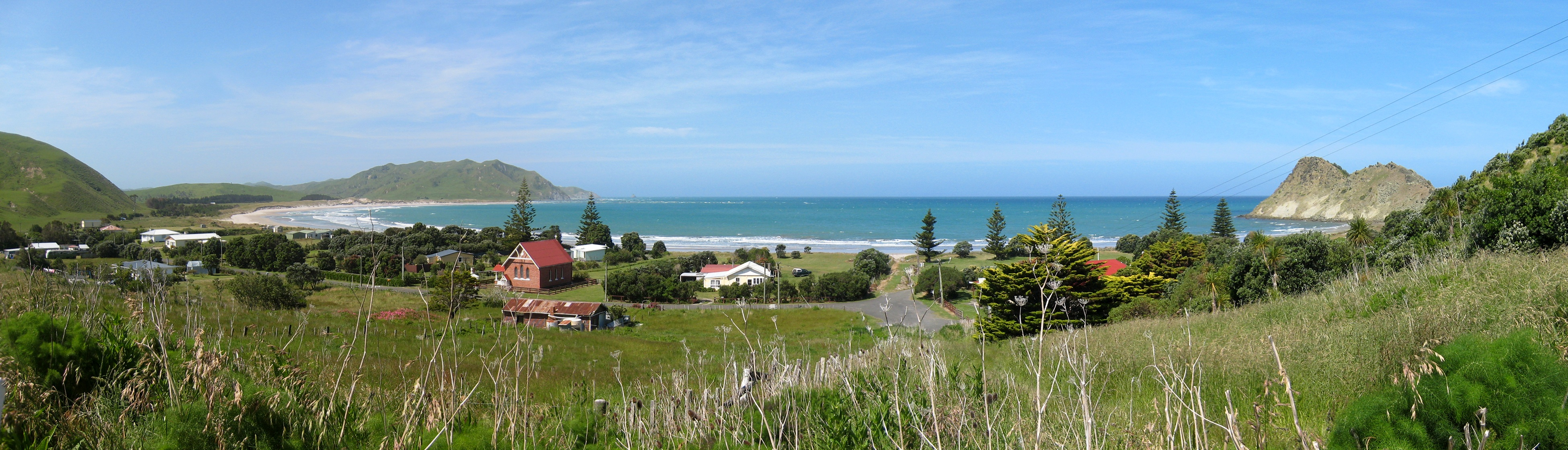
拍摄地 Whangara

主演Keisha Castle-Hughes是导演在寻访了许多学校后才发现的人选。影片在新西兰北岛东北部的Whangara取景拍摄，该地也是原著故事的发生地，许多当地人参与了演出。

## 反响
烂番茄根據156條專業評論，總結新鲜度90%，平均得分7.8（滿分10分），觀眾投票評比88%，平均得分4.2（滿分5分），共識評價寫道：「一部充滿力量和振奮人心的電影，搭配姬莎·卡索-休斯的完美演出」。Metacritic上根據31條評論，媒体综评80分（滿分100分），著名影评人Roger Ebert给出满分的四颗星并将其列入2003年度十佳影片之中，获得广泛赞誉。

### 奖项
- 多伦多影展人民选择奖
- 圣丹斯影展世界观众奖
- 独立精神奖最佳外国电影
- 新西兰电影奖最佳影片、导演、剧本、女主角、男配角(Cliff Curtis)、女配角(Vicky Haughton)、配乐、服装设计
- 奥斯卡最佳女主角提名(Keisha Castle-Hughes)
- 卫星奖最佳影片提名、最佳导演提名、最佳剧本提名、最佳美术指导提名
- 芝加哥影评人协会最佳女主角提名
- 华盛顿特区影评人协会最佳女主角提名
- 美国演员工会奖最佳女配角提名(Keisha Castle-Hughes)